# Charlie Black
Charles Bradford «Charlie» Black Jr. (Arco, Idaho, 15 de junio de 1921-Rogers, Arkansas, 22 de diciembre de 1992) fue un jugador de baloncesto estadounidense que disputó tres temporadas entre la BAA y la NBA, además de jugar en la NBL y la NPBL. Con 1,96 metros de estatura, jugaba en la posición de ala-pívot.

## Trayectoria deportiva

### Universidad
Jugó durante 4 temporadas con los Jayhawks de la Universidad de Kansas, interviniendo en la Segunda Guerra Mundial durante dos años en medio de su carrera. Promedió 12,4 puntos por partido, siendo elegido en el mejor quinteto de la Big Six Conference sus cuatro años de carrera, liderando la misma en anotación en 1946 y 1947. En 1943 y en 1946 fue incluido además en los equipos All-America consensuados.

### Profesional
Comenzó su carrera profesional en los Anderson Packers de la NBL, para fichar al año siguiente por los Indianapolis Jets, donde promedió 10,7 puntos y 2,8 asistencias por partido, hasta que mediada la temporada fue traspasado a Fort Wayne Pistons a cambio de Leo Mogus, donde promedió 7,6 puntos y 1,5 asistencias en lo que restaba de temporada.
Mediada la temporada siguiente es traspasado junto con Richie Niemiera a los Anderson Packers, que ese año disputaron la BAA, a cambio de Ralph Johnson y Howie Shultz. Promedia 9,6 puntos y 3,0 asistencias en lo que queda de temporada. Al año siguiente el equipo cambia de liga, marchándose a la NPBL, y a pesar de que es elegido por los Rochester Royals en el draft de dispersión, continúa en el equipo un año más.
En 1951 regresaría a la ya conocida como NBA, para jugar con los Milwaukee Hawks, en la que sería su última temporada como profesional.

## Estadísticas de su carrera en la BAA y la NBA

### Temporada regular
| Año     | Equipo       | PJ  | MPP | TC%  | TL%  | RPP | APP | PPP  |
| ------- | ------------ | --- | --- | ---- | ---- | --- | --- | ---- |
| 1948–49 | Indianapolis | 41  | –   | .288 | .537 | –   | 2.8 | 10.7 |
| 1948–49 | Fort Wayne   | 17  | –   | .317 | .613 | –   | 1.5 | 7.6  |
| 1949-50 | Fort Wayne   | 36  | –   | .287 | .632 | –   | 2.1 | 10.6 |
| 1949-50 | Anderson     | 29  | –   | .267 | .688 | –   | 3.0 | 9.6  |
| 1951-52 | Milwaukee    | 13  | 9.0 | .194 | .417 | 2.4 | .7  | 1.3  |
| Total   | Total        | 136 | 9.0 | .283 | .601 | 2.4 | 2.3 | 9.2  |

### Playoffs
| Año   | Equipo   | PJ | MPP | TC%  | TL%  | RPP | APP | PPP |
| ----- | -------- | -- | --- | ---- | ---- | --- | --- | --- |
| 1950  | Anderson | 8  | –   | .295 | .724 | –   | 2.1 | 7.1 |
| Total | Total    | 8  | –   | .295 | .724 | –   | 2.1 | 7.1 |